# Conde de Gabalis
Conde de Gabalis trata-se de uma obra clássica francesa, sobre elementais, do séc. XVII, uma espécie de romance ocultista, com comentários místicos. A misteriosa obra, incorporada à tradição ocidental, foi publicada anonimamente em 1670 e, posteriormente, foi atribuída ao abade  Montfaucon de Villars (1635-1673).

## Sobre a obra
No texto ocultista, o "Conde de Gabalis" ("Conde da Cabala"), explica os mistérios do mundo ao autor. A Obra teve sua primeira aparição em Paris, em 1670, quando foi publicada anonimamente, embora a identidade do autor fosse conhecida. O título original, publicado por Claude Barbin recebeu o título de Le Comte de Gabalis, ou Entretiens sur les sciences secrètes (O Conde da Cabala, ou Diálogos sobre as Ciências Secretas). O autor de o “Conde” atribui os oráculos aos espíritos elementais e diz que, antes de Cristo, estes elementais aconselhavam aos homens e os instruíam sobre a natureza divina e que se retiraram quando chegou o próprio Deus (Cristo).

## Sobre a influência
O livro foi amplamente lido na França e no exterior e tornou-se uma fonte de inspiração para muitos dos "seres maravilhosos" que, em seguida, povoariam a literatura européia. Um destes exemplos ficou a cargo de Alexandre Dumas que, em seu romance "O Colar da Rainha", citando o Conde de Gabalis, fala da inocência dos silfos em tempos remotos. Já as salamandras,  por serem espíritos de natureza ígnea, só habitavam lugares quentes. Além de Alexandre Dumas, dentre os leitores franceses, podemos citar, entre outros, Charles Baudelaire  e Anatole France – que dele se serviu para o seu "No Signo da Rainha com Pés
de Ganso" (1892).  Na literatura espanhola podemos citar Dom Mario Roso de Luna e entre os russos, o compositor Sergei Prokofiev, em uma citação à sua ópera póstuma "O Anjo de Fogo"  Na literatura inglesa este livro influenciou Alexander Pope, de cujo texto serviu-se para criar as sílfides "The Rape of the Lock" (1714), e em alemão, foi uma fonte provável para a novela "Ondina" de Friedrich de la Motte Fouqué. Tempos mais tarde ele foi considerado, por alguns, como uma sátira da filosofia ocultista, mais precisamente aos escritos de Gauthier de Costes, senhor de La Calprenède (à época um escritor francês popular), ao qual o autor de o “Conde de Gabalis” teria acrescentado um tanto de filosofia e misticismo, embora em seu tempo tenha sido levado a sério por muitos leitores.  O fato é que o livro tornou-se uma importante fonte de informação sobre esoterismo, hermetismo e ocultismo, assim muitos autores posteriores, além dos já citados, o consideraram como sendo uma fonte séria. Entre estes podemos incluir Edward Bulwer-Lytton (1803-1873), que o cita em sua famosa obra “Zanoni”, e proeminentes escritores ocultistas como Paracelso, que o cita em relação à “percepção espiritual do homem”, Eliphas Levi, Helena Blavatsky, e M.P Hall.  A esta relação também se incluem Ezra Pound e William Butler Yeats que, no transcurso do inverno de 1913, em Sussex, dedicaram-se à leitura de a “História da magia de Ennemose”, do Conde de Gabalis e dos “Cadernos de Ernest Fenollosa”.